# Cyatholipidae
Famille
Les Cyatholipidae sont une famille d'araignées aranéomorphes.

## Distribution

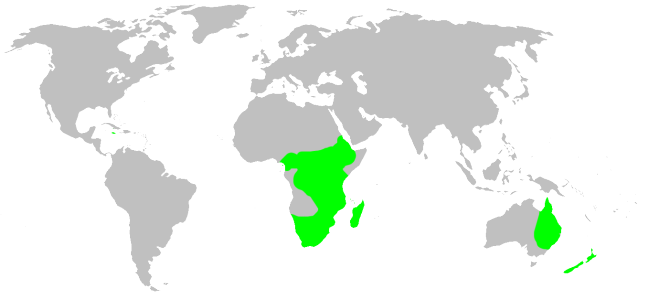
Distribution

Les espèces de cette famille se rencontrent en Afrique subsaharienne, en Océanie et aux Antilles.

## Paléontologie
Cette famille est connue depuis le Paléogène.

## Taxonomie
Cette famille rassemble 58 espèces dans 23 genres actuels.

## Liste des genres
Selon World Spider Catalog (version 16.0, 22/02/2015) :
- Alaranea Griswold, 1997
- Buibui Griswold, 2001
- Cyatholipus Simon, 1894
- Forstera Koçak & Kemal, 2008
- Hanea Forster, 1988
- Ilisoa Griswold, 1987
- Isicabu Griswold, 1987
- Kubwa Griswold, 2001
- Lordhowea Griswold, 2001
- Matilda Forster, 1988
- Pembatatu Griswold, 2001
- Pokennips Griswold, 2001
- Scharffia Griswold, 1997
- Teemenaarus Davies, 1978
- Tekella Urquhart, 1894
- Tekellatus Wunderlich, 1978
- Tekelloides Forster, 1988
- Ubacisi Griswold, 2001
- Ulwembua Griswold, 1987
- Umwani Griswold, 2001
- Uvik Griswold, 2001
- Vazaha Griswold, 1997
- Wanzia Griswold, 1998

Selon The World Spider Catalog (version 15.5, 2015) :
- †Balticolipus Wunderlich, 2004
- †Cyathosuccinus Wunderlich, 2004
- †Erigolipus Wunderlich, 2004
- †Spinilipus Wunderlich, 1993
- †Succinilipus Wunderlich, 1993

## Publication originale
- Simon, 1894 : Histoire naturelle des araignées. Paris, vol. 1, p. 489-760 (texte intégral).